# 楊千嬅MY TREE OF LIVE世界巡迴演唱會
《楊千嬅 MY TREE OF LIVE 世界巡迴演唱會》是香港天后級女歌手楊千嬅的第二次大型世界巡迴演唱會，亦是楊千嬅相隔四年後再次重啟世界巡迴演唱會。此次巡演於2023年5月27日於廣州開始，將進行超過五十個國家及城市的演出。歷時21個月的53場演出亦成為香港女歌手單輪巡演場次第二最高，共吸引超過85萬入場人次。

## 演唱會發佈會
2023年4月26日，楊千嬅在北京三里屯通盈中心洲際酒店舉行的《楊千嬅MY TREE OF LIVE世界巡迴演唱會》 發佈會中公布了舉行逾五十個地區或城市，走遍中、美加及東南亞等地。

## 製作概念
楊千嬅於《楊千嬅MY TREE OF LIVE世界巡迴演唱會》 發佈會中提到，演唱會主題「樹木」於2019年已經開始構思，楊千嬅表示人生、人的歷練就像一棵樹木的生長，並希望把廣東歌帶到不同的地方和城市，像樹木一樣延續下去，因此帶出了「MY TREE OF LIVE」的概念。

### 演唱會概念展覽
| 日期                | 活動                         | 場地                     |
| ------------------- | ---------------------------- | ------------------------ |
| 2024年6月18日至25日 | 《「千木芳嬅」楊千嬅個人展》 | 中国上海興業太古滙L2北廳 |

## 巡演場次
| 場次                | 日期                | 國家／地區          | 城市                    | 場地                                 | 入場人次                      | 附註 |
| MY TREE OF LIVE 1.0 | MY TREE OF LIVE 1.0 | MY TREE OF LIVE 1.0 | MY TREE OF LIVE 1.0     | MY TREE OF LIVE 1.0                  | MY TREE OF LIVE 1.0           | MY TREE OF LIVE 1.0 |
| ------------------- | ------------------- | ------------------- | ----------------------- | ------------------------------------ | ----------------------------- | --- |
| 1                   | 2023年5月27日       | 中国大陆            | 廣州                    | 海心沙亞運公園                       | 48,000                        | [ 4 ] |
| 2                   | 2023年5月28日       | 中国大陆            | 加場                    | 海心沙亞運公園                       |                               | |
| 3                   | 2023年6月17日       | 中国大陆            | 廈門                    | 厦门市体育中心体育场                 | 25,000                        | |
| 4                   | 2023年7月22日       | 中国大陆            | 深圳                    | 深圳灣體育中心「春繭」體育場         | 25,000                        | |
| 5                   | 2023年8月5日        | 中国大陆            | 肇慶                    | 肇慶新區體育中心專業足球場           | 22,000                        | [ 5 ] |
| 6                   | 2023年8月19日       | 中国大陆            | 佛山                    | 佛山世紀蓮體育中心體育場             | 28,000                        | |
| 7                   | 2023年8月26日       | 中国大陆            | 湛江                    | 湛江市體育中心體育場                 | 20,000                        | 原定場地為湛江奧林匹克體育中心體育場                                                                                      |
| 8                   | 2023年9月9日        | 中国大陆            | 上海                    | 虹口足球場                           | 24,000                        | |
| 9                   | 2023年10月7日       | 马来西亚            | 彭亨                    | 雲頂雲星劇場                         | 5,000                         | [ 6 ] |
| 10                  | 2023年10月14日      | 中国大陆            | 重慶                    | 重慶市奧林匹克體育中心體育場         | 35,000                        | |
| 11                  | 2023年10月28日      | 中国大陆            | 武漢                    | 五環體育中心體育場                   | 26,000                        | 嘉賓：任賢齊 |
| 12                  | 2023年11月4日       | 中国大陆            | 汕頭                    | 汕頭體育中心體育場                   | 25,000                        | |
| 13                  | 2023年11月11日      | 中国大陆            | 江門                    | 江門體育中心體育場                   | 24,000                        | |
| 14                  | 2023年11月20日      | 加拿大              | 多倫多                  | Meridian Hall                        | 3,191                         | |
| 15                  | 2023年11月23日      | 美国                | 康州                    | Mohegan Sun Arena                    | 6,000                         | |
| 16                  | 2023年11月25日      | 美国                | 拉斯維加斯              | The Chelsea at The Cosmopolitan      | 3,200                         | [ 8 ] |
| 17                  | 2023年12月2日       | 美国                | 馬里蘭州                | The HALL at Live!                    | 3,500                         | |
| 18                  | 2023年12月22日      | 新加坡              | 新加坡                  | 金沙會議展覽中心大宴會廳             | 16,000                        | |
| 19                  | 2023年12月23日      | 新加坡              | 新加坡                  | 金沙會議展覽中心大宴會廳             | 16,000                        | 金沙會員專場 |
| 20                  | 2024年1月6日        | 中国大陆            | 南寧                    | 廣西體育中心體育場                   | 35,000                        | [ 9 ] |
| 21                  | 2024年1月20日       | 中国大陆            | 清遠                    | 清遠體育中心體育場                   | 27,000                        | [ 10 ] |
| MY TREE OF LIVE 2.0 |                     |                     |                         |                                      |                               | |
| 22                  | 2024年2月14日       | 澳門                | 澳門                    | 銀河綜藝館                           | 28,000                        | [ 11 ] |
| 23                  | 2024年2月15日       | 澳門                | 澳門                    | 銀河綜藝館                           | 28,000                        | [ 12 ] |
| 24                  | 2024年3月30日       | 新西兰              | 奧克蘭                  | The Trusts Arena                     | 4,500                         | |
| 25                  | 2024年4月1日        |                     | 墨爾本                  | Palladium at Crown                   | 1,500                         | |
| 26                  | 2024年4月3日        | 尼                  | Darling Harbour Theatre | 2,500                                | 原定場地為Aware Super Theatre | |
| 27                  | 2024年4月20日       | 中国大陆            | 成都                    | 東安湖體育公園主體育場               | 36,000                        | [ 13 ] |
| 28                  | 2024年5月18日       | 中国大陆            | 長沙                    | 賀龍體育中心體育場                   | 36,000                        | |
| 29                  | 2024年5月25日       | 中国大陆            | 泉州                    | 泉州海峽體育中心體育場               | 25,000                        | |
| 30                  | 2024年6月1日        | 中国大陆            | 惠州                    | 惠州奧林匹克體育場                   | 30,000                        | 嘉賓：陳小春 |
| 31                  | 2024年6月14日       | 中国大陆            | 天津                    | 天津奧林匹克中心體育館               | 16,000                        | 加場 |
| 32                  | 2024年6月15日       | 中国大陆            | 天津                    | 天津奧林匹克中心體育館               | 16,000                        | |
| 33                  | 2024年6月21日       | 中国大陆            | 上海                    | 浦發銀行東方體育中心主體育館         | 33,000                        | 返場 |
| 34                  | 2024年6月22日       | 中国大陆            | 上海                    | 浦發銀行東方體育中心主體育館         | 33,000                        | 返場 |
| 35                  | 2024年6月23日       | 中国大陆            | 上海                    | 浦發銀行東方體育中心主體育館         | 33,000                        | 返場 嘉賓：周筆暢、單依純                                                                                                 |
| 36                  | 2024年8月10日       | 中国大陆            | 宜昌                    | 宜昌奧林匹克體育中心體育場           | 22,000                        | |
| 37                  | 2024年8月24日       | 中国大陆            | 杭州                    | 黃龍體育中心體育場                   | 33,000                        | |
| 38                  | 2024年9月7日        | 中国大陆            | 北京                    | 工人體育場                           | 30,000                        | 嘉賓：林子祥、葉蒨文 |
| 39                  | 2024年9月21日       | 中国大陆            | 福州                    | 福州海峽奧林匹克體育中心體育場       | 20,000                        | |
| 40                  | 2024年10月5日       | 中国大陆            | 重慶                    | 華熙LIVE·魚洞文體中心                | 30,000                        | 返場 |
| 41                  | 2024年10月6日       | 中国大陆            | 重慶                    | 華熙LIVE·魚洞文體中心                | 30,000                        | 返場 |
| 42                  | 2024年10月7日       | 中国大陆            | 重慶                    | 華熙LIVE·魚洞文體中心                | 30,000                        | 返場、加場 宣布巡唱終點站為廣州 嘉賓：劉惜君                                                                              |
| 43                  | 2024年10月19日      | 中国大陆            | 南京                    | 南京奧林匹克體育中心體育場           | 30,000                        | 嘉賓：Supper Moment |
| 44                  | 2024年11月9日       | 中国大陆            | 昆明                    | 七彩雲南·古滇度假區歡樂世界1號停車場 | 28,000                        | 最後一場室外場地演出 |
| 45                  | 2024年11月23日      | 中国大陆            | 寧波                    | 寧波奧體中心體育館                   | 9,000                         | 重慶站返場率先公佈 |
| 46                  | 2024年12月14日      | 中国大陆            | 西安                    | 西安奧體中心體育館                   | 9,000                         | 重慶站返場率先公佈 |
| 47                  | 2025年1月10日       | 中国大陆            | 廣州                    | 寶能廣州國際體育演藝中心             | 120,000                       | 返場 終點站 重慶站返場率先公佈 1月12、19日為加場 1月14日為終極加場 1月10日嘉賓：衛蘭 1月11日嘉賓：AGA 1月18日嘉賓：周柏豪 |
| 48                  | 2025年1月11日       | 中国大陆            | 廣州                    | 寶能廣州國際體育演藝中心             | 120,000                       | 返場 終點站 重慶站返場率先公佈 1月12、19日為加場 1月14日為終極加場 1月10日嘉賓：衛蘭 1月11日嘉賓：AGA 1月18日嘉賓：周柏豪 |
| 49                  | 2025年1月12日       | 中国大陆            | 廣州                    | 寶能廣州國際體育演藝中心             | 120,000                       | 返場 終點站 重慶站返場率先公佈 1月12、19日為加場 1月14日為終極加場 1月10日嘉賓：衛蘭 1月11日嘉賓：AGA 1月18日嘉賓：周柏豪 |
| 50                  | 2025年1月14日       | 中国大陆            | 廣州                    | 寶能廣州國際體育演藝中心             | 120,000                       | 返場 終點站 重慶站返場率先公佈 1月12、19日為加場 1月14日為終極加場 1月10日嘉賓：衛蘭 1月11日嘉賓：AGA 1月18日嘉賓：周柏豪 |
| 51                  | 2025年1月17日       | 中国大陆            | 廣州                    | 寶能廣州國際體育演藝中心             | 120,000                       | 返場 終點站 重慶站返場率先公佈 1月12、19日為加場 1月14日為終極加場 1月10日嘉賓：衛蘭 1月11日嘉賓：AGA 1月18日嘉賓：周柏豪 |
| 52                  | 2025年1月18日       | 中国大陆            | 廣州                    | 寶能廣州國際體育演藝中心             | 120,000                       | 返場 終點站 重慶站返場率先公佈 1月12、19日為加場 1月14日為終極加場 1月10日嘉賓：衛蘭 1月11日嘉賓：AGA 1月18日嘉賓：周柏豪 |
| 53                  | 2025年1月19日       | 中国大陆            | 廣州                    | 寶能廣州國際體育演藝中心             | 120,000                       | 返場 終點站 重慶站返場率先公佈 1月12、19日為加場 1月14日為終極加場 1月10日嘉賓：衛蘭 1月11日嘉賓：AGA 1月18日嘉賓：周柏豪 |
| 總入場人次          | 總入場人次          | 總入場人次          | 總入場人次              | 總入場人次                           | 944,391                       | |

## 演出曲目

### MY TREE OF LIVE 1.0／2.0
Part 1: TREE ON FIRE
1. 飛女正傳
2. 烈女
3. 私奔
4. 最後的歌

Part 2: TREE OF PRAYERS
1. 少女的祈禱
2. 塔羅迷（1.0）／一千零一個（2.0）
3. 數你（1.0）／零號（2.0）
4. 可惜我是水瓶座

Part 3: TREE OF DESERT
1. 出埃及記
2. 電光幻影（1.0）／手信（2.0）
3. 閃靈
4. 小城大事

Part 4: TREE OF DREAMS
1. 一個人的童話
2. 河童
3. 木偶奇遇記（2.0）
4. 給你一瓶魔法藥水（原唱：告五人）（1.0）／稀客（2.0）
5. 大傻

Part 5: TREE OF LIFE
1. 繼續努力
2. Wonder Woman
3. 放煙花

Part 6: TREE OF HEART
1. 最好的債
2. 好不容易遇見愛
3. 勇
4. 還有事情可慶祝

Part 7: Encore

### Encore曲目
- 粗體為是次巡演中首唱

- 固定Encore曲目：《三分鐘戀愛熱度》＋《處處吻》＋《斗零踭》
- 隨機Encore曲目：

| 廣州站第一場     | First Encore：狼來了、楊千嬅 Second Encore：姊妹                                                                                         |
| 廣州站第二場     | 無去無來、姊妹、野孩子、再見二丁目、楊千嬅                                                                                               |
| 廈門站           | 無去無來、假如讓我說下去、野孩子、再見二丁目、楊千嬅                                                                                     |
| 深圳站           | 無去無來、自由行、再見二丁目、野孩子、楊千嬅                                                                                             |
| 肇慶站           | 無去無來、煉金術、姊妹、小星星、假如讓我說下去、楊千嬅                                                                                   |
| 佛山站           | 深息、小星星、野孩子、楊千嬅 |
| 湛江站           | 假如讓我說下去、再見二丁目、抬起我的頭來、小星星、姊妹、楊千嬅                                                                           |
| 上海站           | 稀客、小星星、火鳥、再見二丁目、野孩子、楊千嬅                                                                                           |
| 雲頂站           | 再見二丁目、野孩子、火鳥、楊千嬅 |
| 重慶站           | 笑中有淚、寒舍、野孩子、小星星、稀客、姊妹、楊千嬅、火鳥                                                                                 |
| 武漢站           | 咬唇、花好月圓夜 、對面的女孩看過來、一千零一個、野孩子、小星星、楊千嬅                                                                  |
| 汕頭站           | 一二三，三二一、再見二丁目、我不要你愛我、野孩子、小星星、姊妹、楊千嬅                                                                   |
| 江門站           | 可人兒、洋蔥、稀客、火鳥、野孩子、假如讓我說下去、一二三，三二一、小星星、楊千嬅                                                         |
| 多倫多站         | 稀客、再見二丁目、假如讓我說下去、野孩子、楊千嬅                                                                                         |
| 康州站           | 稀客、野孩子、小星星、姊妹、楊千嬅 |
| 拉斯維加斯站     | 假如讓我說下去、再見二丁目、自由行、稀客、楊千嬅、野孩子                                                                                 |
| 馬里蘭州站       | 稀客、野孩子、再見二丁目、姊妹、楊千嬅                                                                                                   |
| 新加坡站第一場   | 冬天的故事、野孩子、再見二丁目、稀客、楊千嬅                                                                                             |
| 新加坡站第二場   | 假如讓我說下去、小星星、深息、野孩子、楊千嬅                                                                                             |
| 南寧站           | 擁抱回憶、咬唇、火鳥、稀客、小星星、野孩子、楊千嬅                                                                                       |
| 清遠站           | 無雙、稀客、再見二丁目、姊妹、無去無來、火鳥、野孩子、楊千嬅                                                                             |
| 澳門站第一場     | All About Love、姊妹、野孩子、再見二丁目、小星星、楊千嬅                                                                                 |
| 澳門站第二場     | 我的生存之道、火鳥、友誼萬歲、擁抱回憶、野孩子、自由行、小星星、楊千嬅                                                                   |
| 紐西蘭站         | 稀客、塔羅迷、再見二丁目、野孩子、撈月亮的人、富士山下、楊千嬅                                                                           |
| 墨爾本站         | 野孩子、自由行、假如讓我說下去、再見二丁目、稀客、楊千嬅                                                                                 |
| 悉尼站             | 野孩子、再見二丁目、稀客、無去無來、小星星、楊千嬅                                                                                       |
| 成都站           | First Encore：冰點、火鳥、野孩子、小星星、再見二丁目、姊妹、楊千嬅 Second Encore：假如讓我說下去                                         |
| 長沙站           | 我是羊、再見二丁目、野孩子、無條件、自由行、小星星、假如讓我說下去、楊千嬅                                                               |
| 泉州站           | First Encore：翅膀下的風、煉金術、野孩子、小星星、火鳥、楊千嬅 Second Encore：再見二丁目                                                 |
| 惠州站           | 野孩子、相依為命、撈月亮的人、煉金術、姊妹、再見二丁目、假如讓我說下去、楊千嬅                                                           |
| 天津站第一場     | 未晚、野孩子、自由行、再見二丁目、姊妹、假如讓我說下去、楊千嬅                                                                           |
| 天津站第二場     | 芬梨道上、未晚、煉金術、野孩子、冰點、再見二丁目、假如讓我說下去、小星星、姊妹、楊千嬅                                                   |
| 上海站返場第一場 | 藍與黑、煉金術、深息、自由行、再見二丁目、小星星、野孩子、楊千嬅                                                                         |
| 上海站返場第二場 | Mr.、假如讓我說下去、煉金術、冰點、自由行、我的生存之道、塔羅迷、咬唇、可人兒、野孩子、姊妹、再見二丁目、楊千嬅                          |
| 上海站返場第三場 | 高山低谷、嫁給愛情、一二三，三二一、野孩子、再見二丁目、姊妹、芬梨道上、無去無來、楊千嬅                                                 |
| 宜昌站           | 愛在旁若無人的太空、姊妹、假如讓我說下去、再見二丁目、野孩子、楊千嬅                                                                     |
| 杭州站           | 有發生過、火鳥、煉金術、野孩子、抬起我的頭來、無去無來、假如讓我說下去、楊千嬅                                                           |
| 北京站           | 談情說愛、敢愛敢做、微笑、Single、野孩子、再見二丁目、楊千嬅                                                                             |
| 福州站           | 火鳥、知更、狼來了、再見二丁目、野孩子、假如讓我說下去、撈月亮的人、自由行、姊妹、煉金術、Single、小星星、E-714342、我的生存之道、楊千嬅 |
| 重慶站返場第一場 | 仲夏夜之夢、自由行、野孩子、笑中有淚、Single、再見二丁目、稀客、假如讓我說下去、煉金術、楊千嬅                                           |
| 重慶站返場第二場 | 麥芽糖、我是羊、芬梨道上、冰點、小星星、野孩子、再見二丁目、假如讓我說下去、咬唇、E-714342、知更、狼來了、楊千嬅                         |
| 重慶站返場第三場 | 姊妹、葡萄成熟時、明日再會、嫁給愛情、再見二丁目、假如讓我說下去、野孩子、自由行、煉金術、楊千嬅                                         |
| 南京站           | 因為所以、一二三，三二一、幸福之歌、現在就是最後的意願、再見二丁目、假如讓我說下去、野孩子、楊千嬅                                       |
| 昆明站           | 飲酒思源、假如讓我說下去、自由行、無去無來、火鳥、深息、再見二丁目、友誼萬歲、可人兒、野孩子、煉金術、咬唇、寒舍、姊妹、小星星、楊千嬅   |
| 寧波站           | 向左走向右走、抬起我的頭來、假如讓我說下去、知更、野孩子、煉金術、自由行、寒舍、再見二丁目、小星星、楊千嬅                               |
| 西安站           | 友誼小姐、冰點、煉金術、一二三，三二一、再見二丁目、原來過得很快樂、假如讓我說下去、撈月亮的人、自由行、野孩子、明日再會、小星星、楊千嬅 |
| 廣州站返場第一場 | 少女的祈禱、就算世界無童話、同病相愛、洋蔥、笑中有淚、寒舍、假如讓我說下去、野孩子、楊千嬅                                               |
| 廣州站返場第二場 | 上善如酒、3AM、Single、可人兒、野孩子、小星星、再見二丁目、楊千嬅                                                                        |
| 廣州站返場第三場 | 真愛開玩笑、煉金術、深息、我是羊、野孩子、寒舍、假如讓我說下去、楊千嬅                                                                   |
| 廣州站返場第四場 | 男女關係科、咬唇、友誼小姐、余春嬌、美味情緣、再見二丁目、野孩子、姊妹、楊千嬅                                                           |
| 廣州站返場第五場 | 孔雀、知更、翅膀下的風、自由行、魂斷威尼斯、寒舍、再見二丁目、楊千嬅                                                                     |
| 廣州站返場第六場 | 小飛俠、煉金術、偷生、芬梨道上、的士司機、假如讓我說下去、野孩子、楊千嬅                                                                 |
| 廣州站返場第七場 | 狼來了、舊地、傻仔、再見二丁目、嬅麗緣、我等我在、楊千嬅                                                                                 |

### 巡演選取曲目
| 出版年份 | 唱片公司   | 收錄專輯                       | 選取歌曲數目 | 歌曲                                                               |
| -------- | ---------- | ------------------------------ | ------------ | ------------------------------------------------------------------ |
| 1996年   | 華星唱片   | 《狼來了》                     | 2            | 三分鐘戀愛熱度、狼來了                                             |
| 1997年   | 華星唱片   | 《直覺》                       | 2            | 再見二丁目、友誼萬歲                                               |
| 1997年   | 華星唱片   | 《私日記》                     | 3            | 數你、手信、E-714342                                               |
| 1998年   | 華星唱片   | 《到此一遊》                   | 3            | 出埃及記、我不要你愛我、因為所以                                   |
| 1998年   | 華星唱片   | 《1-100》                      | 2            | 繼續努力、洋蔥                                                     |
| 1999年   | 華星唱片   | 《夏天的故事》                 | 3            | 抬起我的頭來、有發生過、仲夏夜之夢                                 |
| 1999年   | 華星唱片   | 《微笑》                       | 1            | 微笑                                                               |
| 1999年   | 華星唱片   | 《冬天的故事》                 | 6            | 私奔、最後的歌、冬天的故事、零號、木偶奇遇記、冰點                 |
| 2000年   | 華星唱片   | 《Play It Loud, Kiss Me Soft》 | 4            | 少女的祈禱、放煙花、深息、可人兒、美味情緣                         |
| 2001年   | 新藝寶唱片 | 《Miriam》                     | 4            | 河童、姊妹、野孩子、假如讓我說下去                                 |
| 2002年   | 新藝寶唱片 | 《M vs M 上半場》              | 6            | 塔羅迷、閃靈、勇、楊千嬅、友誼小姐、男女關係科                     |
| 2002年   | 新藝寶唱片 | 《M vs M 下半場》              | 1            | Mr.                                                                |
| 2002年   | 新藝寶唱片 | 《M vs M 總決賽》              | 1            | 向左走向右走                                                       |
| 2002年   | 新藝寶唱片 | 《Miriam's Music Box》         | 6            | 可惜我是水瓶座、一個人的童話、笑中有淚、一千零一個、我是羊、小飛俠 |
| 2003年   | 新藝寶唱片 | 《Make Up》                    | 5            | 飛女正傳、稀客、咬唇、藍與黑、魂斷威尼斯                           |
| 2003年   | 新藝寶唱片 | 《Miriam's Melodies》          | 2            | 寒舍、舊地                                                         |
| 2003年   | 金牌娛樂   | 《2004開大》                   | 3            | 自由行、小星星、花好月圓夜                                         |
| 2004年   | 金牌娛樂   | 《電光幻影》                   | 6            | 電光幻影、小城大事、處處吻、煉金術、真愛開玩笑、電光幻影           |
| 2004年   | 新藝寶唱片 | 《傻仔2004》                   | 1            | 傻仔                                                               |
| 2005年   | 金牌娛樂   | 《Single》                     | 3            | 烈女、Single、我等我在                                             |
| 2006年   | 金牌娛樂   | 《Unlimited》                  | 4            | 大傻、我的生存之道、芬梨道上、水月鏡花                             |
| 2007年   | A Music    | 《Meridian》                   | 1            | 同病相愛                                                           |
| 2007年   | A Music    | 《原來過得很快樂》             | 3            | All About Love                                                     |
| 2008年   | A Music    | 《Wonder Miriam》              | 5            | 擁抱回憶、撈月亮的人、一葉舟、明日再會、嬅麗緣                     |
| 2009年   | A Music    | 《原來過得很快樂》             | 3            | 原來過得很快樂、麥芽糖                                             |
| 2010年   | 華星唱片   | 《Home》                       | 2            | 斗零踭、飲酒思源                                                   |
| 2010年   | 金牌大風   | 《囍愛》                       | 1            | 偷生                                                               |
| 2011年   | 華星唱片   | 《火鳥》                       | 4            | 火鳥、翅膀下的風、知更、孔雀                                       |
| 2014年   | 寰亞音樂   | 《如果大家都擁有海》           | 3            | 好不容易遇見愛                                                     |
| 2015年   | 寰亞音樂   | 《如果大家都擁有海》           | 3            | 最好的債、愛在旁若無人的太空                                       |
| 2017年   | 寰亞音樂   | 不適用                         | 1            | 余春嬌                                                             |
| 2017年   | 寰亞音樂   | 《One on One Collection》      | 2            | Wonder Woman                                                       |
| 2018年   | 寰亞音樂   | 《One on One Collection》      | 2            | 一二三，三二一                                                     |
| 2018年   | 星夢娛樂   | 不適用                         | 1            | 無雙                                                               |
| 2019年   | 星夢娛樂   | 不適用                         | 1            | 嫁給愛情                                                           |
| 2020年   | 寰亞音樂   | 不適用                         | 1            | 現在就是最後的意願                                                 |
| 2022年   | 華納唱片   | 不適用                         | 2            | 還有事情可慶祝、上善如酒                                           |
| 2023年   | 華納唱片   | 不適用                         | 1            | 無去無來                                                           |
| 2023年   | 華納唱片   | 不適用                         | 1            | 未晚                                                               |

### 備註
- 雲頂、多倫多、康州、拉斯維加斯、馬里蘭州、新加坡站：楊千嬅沒有演出「TREE OF DREAMS 1.0」的環節。
- 紐西蘭、墨爾本、悉尼站：《零號》改為《數你》；《手信》改為《電光幻影》；楊千嬅沒有演出「TREE OF DREAMS 2.0」的環節。
- 澳門站：楊千嬅沒有演唱《河童》。
- 天津站：《零號》改為《數你》；楊千嬅沒有演唱《河童》。
- 上海站返場：《最好的債》改為《火鳥》
- 北京站：開場《飛女正傳》改為《最好的債》；《最後的歌》改為《無去無來》；楊千嬅沒有演唱《少女的祈禱》；《零號》改為《塔羅迷》、《數你》；《出埃及記》改為《水月鏡花》；《河童》改為《撈月亮的人》；「TREE OF HEART 2.0」環節中《最好的債》改為《翅膀下的風》。
- 重慶站返場第一場：《最後的歌》改為《無去無來》；《出埃及記》改為《水月鏡花》；《最好的債》改為《翅膀下的風》。
- 重慶站返場第二場：《一千零一個》改為《塔羅迷》；《河童》改為《撈月亮的人》；《最好的債》改為《火鳥》；《好不容易遇見愛》改為《原來過得很快樂》。
- 重慶站返場第三場：《最後的歌》改為《無去無來》；《零號》改為《數你》；《手信》改為《電光幻影》；《河童》改為《一葉舟》。
- 昆明、寧波、西安站、廣州站返場第四至六場：《手信》改為《電光幻影》。
- 廣州站返場第一場：《最後的歌》改為《無去無來》；《少女的祈禱》改為Encore曲目；《一千零一個》後加唱《塔羅迷》；《出埃及記》改為《水月鏡花》；《最好的債》改為《火鳥》。
- 廣州站返場第二場：《最後的歌》改為《無去無來》；《出埃及記》改為《水月鏡花》。
- 廣州站返場第三場：《最後的歌》改為《無去無來》；《手信》改為《電光幻影》。
- 廣州站返場第七場：演唱會由主歌單最後《還有事情可慶祝》起倒轉演出；《手信》改為《電光幻影》；《飛女正傳》改為《火鳥》

## 官方音樂錄像
| 場次       | 歌名               | 首發日期       | 平台      | 連結                        |
| ---------- | ------------------ | -------------- | --------- | --------------------------- |
| 南寧站     | 擁抱回憶           | 2024年1月8日   | Instagram | 連結                        |
| 清遠站     | 無雙               | 2024年3月27日  | Instagram | 連結                        |
| 宜昌站     | 愛在旁若無人的太空 | 2024年8月11日  | Instagram | 連結                        |
| 杭州站     | 有發生過           | 2024年8月26日  | Instagram | 連結                        |
| 北京站     | 談情說愛/敢愛敢做  | 2024年9月11日  | YouTube   | 連結 （页面存档备份，存于） |
| 北京站     | Single             | 2024年9月12日  | YouTube   | 連結 （页面存档备份，存于） |
| 北京站     | 微笑               | 2024年9月13日  | YouTube   | 連結 （页面存档备份，存于） |
| 福州站     | 知更               | 2024年9月23日  | YouTube   | 連結 （页面存档备份，存于） |
| 福州站     | E-714342           | 2024年9月24日  | YouTube   | 連結 （页面存档备份，存于） |
| 重慶站返場 | 仲夏夜之夢         | 2024年10月6日  | YouTube   | 連結 （页面存档备份，存于） |
| 重慶站返場 | 麥芽糖             | 2024年10月7日  | YouTube   | 連結 （页面存档备份，存于） |
| 重慶站返場 | 明日再會           | 2024年10月14日 | YouTube   | 連結                        |
| 南京站     | 因為所以           | 2024年10月23日 | YouTube   | 連結                        |

## 紀錄
- 佛山站：首位香港女歌手於佛山世紀蓮體育中心體育場舉行演唱會
- 武漢站：首位香港女歌手於武漢五環體育中心體育場舉行演唱會
- 汕頭站：首位香港女歌手於汕頭體育中心體育場舉行演唱會
- 江門站：首位香港女歌手於江門體育中心體育場舉行演唱會
- 馬里蘭州站：首位香港女歌手於馬里蘭州舉行演唱會
- 清遠站：首位香港女歌手於清遠體育中心體育場舉行演唱會
- 成都站：首位香港女歌手於東安湖體育公園主體育場舉行演唱會
- 重慶站返場：全球首位女歌手於華熙LIVE·魚洞文體中心連續舉行3場演唱會
- 宜昌站：首位香港女歌手於宜昌奧林匹克體育中心體育場舉行演唱會
- 北京站：工人體育場翻新後首位女歌手舉行演唱會
- 寧波站：首位香港女歌手於寧波奧體中心體育館舉行演唱會
- 西安站：首位香港女歌手於西安奧體中心體育館舉行演唱會
- 廣州站返場：全球首位女歌手於宝能广州国际体育演艺中心舉行7場演唱會

## 附註
1. ↑  截至廣州站
2. 1 2 3  清唱半首
3. ↑  清唱一句
4. 1 2  與任賢齊合唱
5. ↑  清唱兩句
6. 1 2 3  原唱為陳奕迅
7. 1 2  與陳小春合唱
8. ↑  原唱為林奕匡
9. ↑  與周筆暢、單依純合唱
10. ↑  原唱為葉蒨文、鄭秀文
11. ↑  與葉蒨文、林子祥合唱
12. ↑  原唱為林子祥
13. ↑  與林子祥、葉蒨文合唱
14. ↑  觀眾大合唱
15. 1 2  與劉惜君合唱
16. ↑  原唱為Supper Moment
17. 1 2  與Supper Moment合唱
18. 1 2  與衛蘭合唱
19. ↑  原唱為衛蘭
20. 1 2  與AGA合唱
21. ↑  原唱為AGA
22. 1 2  與周柏豪合唱